# Aleksander Tšutšelov
Aleksander Tšutšelov, né le 26 avril 1933 à Tallinn et mort le 1er janvier 2017, est un skipper estonien ayant concouru sous les couleurs de l'Union soviétique.

## Biographie
Aleksander Tšutšelov participe aux Jeux olympiques d'été de 1960 à Rome et remporte la médaille d'argent en classe Finn. Aux Jeux olympiques d'été de 1964 à Tokyo, il termine douzième de cette catégorie. 